# بولوغان خاتون
بولوغان خاتون (زبان مغولی: ᠪᠦᠯᠭᠠᠨ) شاهدخت مغول قرن سیزدهم و همسر اصلی اباقا خان، فرمانروای ایلخانی مغول بود.

## زندگی
بولوغان عضوی از قبیله مغول بایائوت بود، او با اباقا خان ازدواج کرد و به عنوان یک خاتون در دربار ایلخانان بسیار تأثیرگذار بود و حتی یک بار توانست در سپتامبر ۱۲۸۲ جان یک وزیر را از مرگ نجات دهد. او پس از مرگ اباقا خان در سال ۱۲۸۲ با ارغون‌خان ازدواج کرد. نفوذ او حتی به دربار تکودار نیز رسیده بود و با او با احترام رفتار می‌کردند.

## مرگ
بولوغان خاتون در ۲۰ آوریل ۱۲۸۶ در کنار رود کُر درگذشت. پس از مرگ او، ارغون‌خان از قوبلای خان خواست تا یکی از بستگان بلوغان را به عنوان همسر جدید برای او بفرستد و درنهایت کوکوچین انتخاب شد و توسط مارکو پولو در سفر خود از خان بالق اسکورت شد. با این حال، ارغون‌خان قبل از ورود کوکوچین توسط توطئه گران کشته شده بود، بنابراین کوکوچین با غازان خان پسر ارغون ازدواج کرد و همسر اصلی او شد.